# Fermentacja mannitowa
Fermentacja mannitowa (inaczej – fermentacja śluzowa albo gumowa) – przeobrażenie zachodzące w cieczach zawierających cukier, jak wino lub mleko, skutkiem czego ciecze te stają się włókniste i śluzowate. Zmiany te są wywoływane przez pewne właściwe bakterie, jak Bacillus sachari, Bacillus vini, Lactobacillus brevis. Efektem tej fermentacji jest pojawienie się zapachu psujących się owoców, a także wydzielanie się mannitolu i równocześnie kwasu octowego oraz kwasu mlekowego.
Fermentacja mannitowa zaliczana jest do chorób win, skutkującej mdłym posmakiem i zmętnieniem wina. Zapobieganie jej polega głównie na stosowaniu tylko zdrowych owoców i zachowaniu czystości, a także terminów i reżimów wynikających z technologii produkcji wina. Leczenie skutków fermentacji mannitowej jest możliwe, jeśli nie posunęła się zbyt daleko i polegać może m.in. na pasteryzacji w temperaturze 70 °C, a także ewentualnym dokwaszeniu lub kupażowaniu z innym gatunkiem wina.